# Fadd, Tolna
Fadd  este un sat în districtul Tolna, județul Tolna, Ungaria, având o populație de 4.308 locuitori (2011). 

## Demografie
Componența etnică a satului Fadd
     Maghiari (89,35%)
     Romi (9,05%)
     Necunoscut (0,27%)
     Alții (1,33%)
Componența confesională a satului Fadd
     Romano-catolici (45,75%)
     Fără religie (16,64%)
     Reformați (10,56%)
     Necunoscută (26,18%)
     Alte religii (1,21%)
Conform recensământului din 2011, satul Fadd avea 4.308 locuitori. Din punct de vedere etnic, majoritatea locuitorilor (89,35%) erau maghiari, cu o minoritate de romi (9,05%). Apartenența etnică nu este cunoscută în cazul a 0,27% din locuitori. Nu există o religie majoritară, locuitorii fiind romano-catolici (45,75%), persoane fără religie (16,64%) și reformați (10,56%). Pentru 26,18% din locuitori nu este cunoscută apartenența confesională.